# Leo Sotorník
Leo Sotorník (né le 11 avril 1926 à Vítkovice et mort le 14 mars 1998 à Prague) est un gymnaste artistique tchécoslovaque.

## Biographie
Leo Sotorník remporte aux Jeux olympiques d'été de 1948 à Londres une médaille de bronze en finale du saut de cheval. Il participe aussi aux Jeux olympiques d'été de 1952 à Helsinki sans obtenir de médaille. Il est aussi médaillé d'or du saut de cheval aux Championnats du monde 1954 à Rome.

## Palmarès

### Jeux olympiques
- Londres 1948
  -  médaille de bronze au saut de cheval

### Championnats du monde
- Rome 1954
  -  médaille d'or au saut de cheval